# Ugljikohidrati
Ugljikohidrati su velike biološke molekule ili makromolekule sastavljene od ugljikovih (C), vodikovih (H) i kisikovih (O) atoma, obično s omjerom atoma vodika i kisika od 2 : 1 (kao u vodi), odnosno empirijske formule Cm(H2O)n (pri čemu m može biti različit od n). Postoje neke iznimke poput deoksiriboze, šećerne komponente DNA, koja ima empirijsku formulu C5H10O4. Ugljikohidrati su u tehničkom pogledu hidrati ugljika, premda ih je strukturalno bolje promatrati kao polihidroksialdehide i ketone.
Naziv je najčešći u biokemiji gdje se kao sinonimi za njih rabe nazivi saharidi ili šećeri. Ugljikohidrati (saharidi) najčešće se dijele na četiri skupine: monosaharide, disaharide, oligosaharide i polisaharide. Općenito se monosaharidi i disaharidi, kao maleni ugljikohidrati (male molekularne mase), obično nazivaju šećerima. Riječ saharid potječe od grčke riječi σάκχαρον (sákharon) što znači "šećer". Iako je znanstvena nomenklatura ugljikohidrata složena, imena monosaharida i disaharida vrlo često završava sufiksom -oza. Na primjer, grožđani šećer jest monosaharid glukoza, trščani šećer jest disaharid saharoza, a mliječni šećer jest disaharid laktoza (vidi ilustraciju).
Ugljikohidrati izvršavaju mnoge uloge u živim organizmima. Polisaharidi služe kao spremišta energije (npr. škrob i glikogen) i strukturalne komponente (npr. celuloza u biljaka i hitin u člankonožaca). Riboza, monosaharid s pet ugljikovih atoma, važna je komponenta koenzimâ (npr. ATP-a, FAD-a i NAD-a) i kralježnica genetičke molekule poznate kao RNA. Srodna deoksiriboza je jedna od komponenata DNA. Saharidi i njihovi derivati uključuju mnogo ostalih važnih biomolekula koje igraju ključne uloge u imunosnom sustavu, fertilizaciji, sprečavanju patogeneze, zgrušavanju krvi i razvoju.
U bromatologiji ili znanosti o hrani i u mnogim drugim neformalnim kontekstima naziv ugljikohidrat često označava svaku hranu koja je posebno bogata složenim ugljikohidratom škrobom (poput žitarica, kruha i tjestenine) ili jednostavnim ugljikohidratima poput šećera (prisutna u slatkišima, džemovima i desertima).

## Sastav, podjela i važnost ugljikohidrata
Ugljikohidrati uključuju:
- jednostavne šećere ili monosaharide (npr. glukozu i fruktozu),

- te složene šećere:

- oligosaharide (ponajprije disaharide, npr. saharozu, laktozu) i

- polisaharide (glikogen, škrob i celulozu).
Svi složeni ugljikohidrati građeni su od jednostavnih monosaharidnih jedinica. U prirodi nastaju u biljkama i fotosintetskim mikroorganizmima iz ugljikova dioksida i vode procesom fotosinteze. Ugljikohidrati su najčešće molekule u prirodi. S bjelančevinama, aminokiselinama, lipidima i drugim spojevima izgrađuju složene stjenke bakterijskih stanica.
Ugljikohidrati su glavno metabolitičko gorivo u biljaka, životinja i čovjeka. Biljke ih mogu sintetizirati, a životinje i čovjek ih moraju unijeti hranom. Zbog toga su ugljikohidrati bitan dio ljudske prehrane.
Polimerni se ugljikohidrati (škrob, glikogen) prije daljnje metabolitičke razgradnje procesom glikolize moraju enzimski depolimerizirati u glukozu.
Njihova je uporaba vezana uz razvoj civilizacije (drvene kuće, brodovi, namještaj, papir, ogrjev, i dr.). I danas su nezamjenljiv izvor materijala u prehrambenoj, farmaceutskoj i drvnoj industriji. Važna su osnovna sirovina u proizvodnji papira, pamučnih vlakana, umjetne svile, alkohola, filmova i dr.
Celuloza, lignin i drugi ugljikohidrati izgrađuju nosive stjenke stanice i drvenasto tkivo biljaka.

## Monosaharidi (glukoza i fruktoza)
Najrasprostranjeniji ugljikohidrati u prirodi su jednostavni šećeri glukoza i fruktoza. Slatkog su okusa, topljivi u vodi, ali se otapanjem u vodi ne mogu rastaviti.
Glukoza i fruktoza imaju istu kemijsku formulu C6H12O6, ali se razlikuju po strukturi koja im daje i različita svojstva.

### Glukoza
Glukoza je najrasprostranjeniji monosaharid u prirodi. Derivat je šećera i bitan među proizvod pri pretvorbi hrane u energiju. Samo manji dio potreba za glukozom čovjek može nadoknaditi iz neugljikohidratnih izvora.
Sastojak je voća (grožđa pretežito), meda, životinjskih tkiva, saharoze, te različitih polisaharida (celuloza, škrob, glikogen, dekstran).

### Fruktoza
Fruktoza je monosaharid sličan glukozi, ali umjesto aldehidne, sadržava keto-skupinu. Fruktoza je ugljikohidrat, ketoheksoza, izomer glukoze. Obično postoji u L-piranoznom obliku (levuloza).
To je vrlo sladak šećer koji je dobro topljiv u vodi. U prirodi se nalazi zajedno s glukozom u slatkome voću i medu. S glukozom tvori saharozu gdje se nalazi u D-furanoznom obliku.
Slobodna fruktoza česta je u voću, a vezana na glukozu čini disaharid saharozu. Fosfatni esteri fruktoze važni su međuprodukti u procesu glikoze.

## Fotosinteza
Fotosinteza je složen proces pri kojemu se iz ugljikovog dioksida i vode uz pomoć sunčeve svjetlosti i klorofila iz kloroplasta proizvode kisik i šećer. Proces se odvija u zelenom dijelu biljke (gdje ima klorofila) a sastoji se od niza reakcija koje pospješuju prirodni katalizatori (enzimi).
U prirodi nastaju u biljkama i fotosintetskim mikroorganizmima iz ugljikova dioksida i vode procesom fotosinteze. Izravni proizvod fotosinteze je jednostavni ugljikohidrat, monosaharid glukoza (C6H12O6), koja se dalje prevodi u druge šećere ili se polimerizira.
jednadžba fotosinteze:
6CO2 + 6H2O -> C6H12O6 + 6O2